# Liste der Monuments historiques in Mouzay (Meuse)
Die Liste der Monuments historiques in Mouzay führt die Monuments historiques in der französischen Gemeinde Mouzay auf.

## Liste der Immobilien
| Bezeichnung         | Beschreibung                 | Standort          | Kennzeichnung | Schutzstatus | Datum | Bild |
| ------------------- | ---------------------------- | ----------------- | ------------- | ------------ | ----- | ---- |
| Château de Charmois | festes Haus, bezeichnet 1613 | 9 Charmois (Lage) | PA00106592    | Inscrit      | 1981  |      |

## Liste der Objekte
| Bezeichnung                                                          | Beschreibung                                                                                    | Standort                                  | Kennzeichnung | Schutzstatus | Datum | Bild |
| -------------------------------------------------------------------- | ----------------------------------------------------------------------------------------------- | ----------------------------------------- | ------------- | ------------ | ----- | ---- |
| Gemälde Marienkrönung                                                | Ölfarbe auf Leinwand, 18. oder 19. Jahrhundert                                                  | in der Kirche St-Pierre-et-St-Paul (Lage) | PM55002131    | Inscrit      | 1980  |      |
| Wandvertäfelung des Chorraums                                        | Holz, 18. Jahrhundert                                                                           | in der Kirche St-Pierre-et-St-Paul (Lage) | PM55002131    | Classé       | 1980  |      |
| Gemälde Maria, Elisabeth und Zacharias mit Jesus- und Johannesknaben | Ölfarbe auf Leinwand, Anfang des 19. Jahrhunderts                                               | in der Kirche St-Pierre-et-St-Paul (Lage) | PM55002134    | Inscrit      | 1981  |      |
| Zwei Konsoltische                                                    | Holz, Marmor, 18. Jahrhundert                                                                   | in der Kirche St-Pierre-et-St-Paul (Lage) | PM55002130    | Inscrit      | 1980  |      |
| Kirchengestühle                                                      | zwei Bänke zu je fünf Sitzen; Holz, 18. Jahrhundert                                             | in der Kirche St-Pierre-et-St-Paul (Lage) | PM55000441    | Classé       | 1981  |      |
| Sechs Altarleuchter                                                  | Messing, Ende des 18. Jahrhunderts                                                              | in der Kirche St-Pierre-et-St-Paul (Lage) | PM55002132    | Inscrit      | 1991  |      |
| Hauptaltar                                                           | Altartisch, Tabernakel und Baldachin; Marmor, Holz, 18. Jahrhundert                             | in der Kirche St-Pierre-et-St-Paul (Lage) | PM55000442    | Classé       | 1981  |      |
| Beichtstuhl                                                          | Holz, um 1800                                                                                   | in der Kirche St-Pierre-et-St-Paul (Lage) | PM55002743    | Inscrit      | 2003  |      |
| Skulptur Unterweisung Mariens                                        | Holz, farbig gefasst, 18. Jahrhundert                                                           | in der Kirche St-Pierre-et-St-Paul (Lage) | PM55002129    | Inscrit      | 1979  |      |
| Sakramentsvelum                                                      | Seide, bestickt, 19. Jahrhundert; im Centre départemental d’art sacré in Saint-Mihiel deponiert | in der Kirche St-Pierre-et-St-Paul (Lage) | PM55002133    | Inscrit      | 1996  |      |
| Kanzel                                                               | Holz, 18. Jahrhundert                                                                           | in der Kirche St-Pierre-et-St-Paul (Lage) | PM55000440    | Classé       | 1980  |      |